# Academia Costarricense de la Lengua
La Academia Costarricense de la Lengua (ACL) es una asociación cultural, sin fines lucrativos, «una corporación docta, de bien público, laica y aconfesional, para la promoción, estudio y aprecio de la lengua española y las producciones literarias, filológicas y lingüísticas escritas en este idioma, teniendo en cuenta la unidad desde la diversidad, la condición multilingüe y pluricultural de Costa Rica».  Desde su fundación el 12 de octubre de 1923 en San José, mantiene lazos con la Real Academia Española y con otras asociaciones lingüísticas hispanas en los continentes americano, africano y asiático.  A lo largo de su historia, la ACL ha adoptado como una de sus principales misiones impulsar el cultivo y estudio del idioma español y las letras escritas en esa lengua, en las manifestaciones del territorio costarricense. También estimula el conocimiento de las lenguas indígenas y el inglés criollo locales, en relación con sus culturas y el habla del español costarricense.
Está integrada por expertos destacados en campos del conocimiento como la filología, la lingüística, los estudios literarios, la historia y el pensamiento; además, destacados escritores y poetas de reconocida trayectoria y obra literaria.

## Académicos
El exdirector Arturo Agüero Chaves recopiló, en 1989, un listado detallado de los miembros de la organización.

### Miembros correspondientes de laReal Academia Españolaantes de la fundación de la Academia Costarricense
- Lorenzo Montúfar y Rivera, 28 de junio de 1871
- Manuel María de Peralta y Alfaro, 16 de noviembre de 1882
- José María Castro Madriz, 16 de noviembre de 1882
- Rafael Orozco González
- Salvador Lara Zamora
- Ricardo Jiménez Oreamuno, 26 de febrero de 1891
- Cleto González Víquez, 26 de febrero de 1891
- Pío Víquez Chinchilla
- Francisco María Iglesias Llorente
- Mauro Fernández Acuña
- Ricardo Fernández Guardia, 26 de noviembre de 1903
- Julio Acosta García, ya correspondiente de la Academia Española en 1915, pues asistió a las juntas preliminares que se realizaron en San Salvador para organizar de nuevo la Academia Salvadoreña de la Lengua, de la que fue miembro de número
- SILLA O.
- Alejandro Alvarado Quirós, 1922
- José María Alfaro Cooper, 1922
- Fabio Baudrit González, 1922
- Ernesto Martin Carranza, 1922
- Alberto Echandi Montero, 1922
- Alberto Brenes Córdoba, 1922
- Justo A. Facio de la Guardia, 1922
- Gregorio Martín Carranza, 1922
- Carlos Gagini Chavarría, 1922
- Roberto Brenes Mesén, 1922
- Joaquín García Monge, 1922
- Claudio González Rucavado, 1922
- Guillermo Vargas Calvo, 1922

### Miembros actuales de la Academia Costarricense de la Lengua
SILLA A
- Cleto González Víquez. Fundador (1923-1937)
- Víctor Sanabria Martínez (no tomó posesión)
- Enrique Macaya Lahmann (1953-1982)
- Eugenio Rodríguez Vega (1984-2008)
- Marilyn Echeverría Zürcher de Sauter (2009-)

SILLA B
- Alejandro Alvarado Quirós. Fundador (1923-1945)
- Anastasio Alfaro González (no tomó posesión)
- Alejandro Aguilar Machado (1955-1984)
- Jorge Charpentier García (1985-2004)
- Amalia Chaverri Fonseca (2006-)

SILLA C
- José María Alfaro Cooper. Fundador (1923-1938)
- Julián Marchena Vallerriestra (1941-1985)
- Virginia Sandoval de Fonseca. Miembro honorario (1986-2006)
- Carlos Francisco Monge Meza (2006-)

SILLA D
- Manuel María de Peralta y Alfaro. Fundador (1923-1930)
- Mario Sancho Jiménez (no tomó posesión)
- Samuel Arguedas Katchenguis (1941-1978)
- Alfonso Ulloa Zamora (1984-2000)
- Laureano Albán Rivas (2004-2022)

SILLA E
- Ricardo Jiménez Oreamuno. Fundador (1923-1945)
- Manuel Francisco Jiménez Ortiz (1947-1952)
- Juan Trejos Quirós (1953-1970)
- Joaquín Gutiérrez (no tomó posesión)
- Emilia Macaya Trejos (2002-)

SILLA F
- Ricardo Fernández Guardia. Fundador (1923-1950)
- Carlos Orozco Castro (1951-1966)
- Ricardo Castro Beeche (no tomó posesión)
- Isaac Felipe Azofeifa (1989-1997)
- Samuel Rovinski Gruszco (1999-2013)
- Albino Chacón Gutiérrez (2014-)

SILLA G    
- Julio Acosta García. Fundador (1923-1954)
- Abelardo Bonilla Baldares (1955-1969)
- José Basileo Acuña Zeledón (1969-1992)
- Adolfo Constenla Umaña (1995-2013)
- Carla Jara Murillo (2015-)

SILLA H
- Fabio Baudrit González. Fundador (1923-1954)
- Arturo Agüero Chaves (1955-2001)
- Alfonso López Martín (2001-2004)
- Julieta Dobles Yzaguirre (2006-)

SILLA I 
- Ernesto Martin Carranza. Fundador (1923-1950)
- Luis Dobles Segreda (no tomó posesión)
- Rodrigo Facio Brenes (no tomó posesión)
- Cristián Rodríguez Estrada (1968-1980)
- Enrique Benavides Chaverri (no tomó posesión)
- Jézer González Picado (1989-2005)
- Enrique Margery Peña (2006-2011)
- Víctor Manuel Sánchez Corrales (2012-)

SILLA J
- Alberto Echandi Montero. Fundador (1923-1944)
- Hernán Peralta Quirós (1947-1981)
- Fernando Centeno Güell (1987-1993)
- Arnoldo Mora Rodríguez (1996-)

SILLA L
- Alberto Brenes Córdoba. Fundador (1923-1942)
- Luis Demetrio Tinoco Castro (1947-1985)
- Daniel Gallegos Troyo (1990-2018)

SILLA M
- Justo Antonio Facio de la Guardia. Fundador (1923-1931)
- Napoleón Quesada Salazar (1934-1937)
- Moisés Vincenzi Pacheco (1941-1964)
- Alberto Cañas Escalante (1967-2014)
- Carlos Cortés Zúñiga (2017-)

SILLA N
- Gregorio Martín Carranza. Fundador (1923-1956)
- Hernán Zamora Elizondo (1957-1967)
- Carlos Luis Sáenz Elizondo (no tomó posesión)
- Luis Barahona Jiménez (1985-1987)
- Mario Picado Umaña (no tomó posesión)
- Julieta Pinto González (1992-2012)
- Mía Gallegos (2014-)

SILLA O
- Carlos Gagini Chavarría. Fundador (1923-1925)
- Jenaro Cardona Valverde (1926-1930)
- Rogelio Sotela Bonilla (1933-1943)
- Luis Felipe González Flores (1951-1973)
- Carlos Salazar Herrera (no tomó posesión)
- Fabián Dobles Rodríguez (1994-1997)
- Fernando Durán Ayanegui (2003-2015)
- Carlos Rubio Torres (2016-)

SILLA P
- Roberto Brenes Mesén. Fundador (1923-1947)
- Joaquín Vargas Coto (1947-1959)
- José Marín Cañas (1959-1980)
- Roberto Murillo Zamora (1990-1994)
- Rafael Ángel Herra Rodríguez (1997-)

SILLA Q
- Joaquín García Monge. Fundador (1923-1958)
- José María Arce Bartolini (1959-1979)
- Carlos Rafael Duverrán Porras (1985-1995)
- Estrella Cartín de Guier (1997-2022)

SILLA R
- Claudio González Rucavado. Fundador (1923-1928)
- Otilio Ulate Blanco (1941-1973)
- Francisco Amighetti Ruiz (no tomó posesión)
- Miguel Ángel Quesada Pacheco (2000-)

SILLA S
- Guillermo Vargas Calvo. Fundador (1923-1934)
- Víctor Guardia Quirós (1951-1959)
- León Pacheco Solano (1963-1980)
- Carmen Naranjo. Miembro honorario (1989-2011)
- Ana Cristina Rossi Lara (2007-2009)
- Mario Portilla Chaves (2011-)

SILLA T
- Jorge Francisco Sáenz Carbonell (2007)

SILLA U
- Armando Vargas Araya (2007-2018)

SILLA V 
- Flora Ovares Ramírez (2008-)

### Académicos honorarios
- Valeriano Fernández Ferraz (1923-1925)
- Julieta Pinto González

## Costarricenses que han sido Académicos de la Lengua en otros países
- Julio Acosta García, miembro de número de la Academia Salvadoreña de la Lengua, 1915
- Samuel Arguedas Katchenguis, miembro correspondiente y honorario de la Academia Mexicana de la Lengua, 1973
- Rima Gretchen Rothe Strasburger, miembro de número de la Academia Norteamericana de la Lengua Española

## Miembros de número por orden de antigüedad en 2018
- Arnoldo Mora Rodríguez
- Rafael Ángel Herra Rodríguez
- Estrella Cartín de Guier
- Miguel Ángel Quesada Pacheco
- Emilia Macaya Trejos
- Laureano Albán Rivas
- Carlos Francisco Monge Meza
- Amalia Chaverri Fonseca
- Julieta Dobles Yzaguirre
- Jorge Francisco Sáenz Carbonell
- Flora Ovares Ramírez
- Marilyn Echeverría Zürcher de Sauter
- Mario Portilla Chaves
- Víctor Manuel Sánchez Corrales, Presidente
- Albino Chacón Gutiérrez, Tesorero
- Carla Jara Murillo
- Carlos Rubio Torres, Secretario
- Carlos Cortés Zúñiga